# Gemeinsame Stelle Altfahrzeuge der Bundesländer
Die Gemeinsame Stelle Altfahrzeuge der Bundesländer (GESA) ist eine von den deutschen Bundesländern eingerichtete und betriebene Institution, die, zur Umsetzung der Altfahrzeugverordnung, Daten zu anerkannten Demontagebetrieben, Schredderanlagen und sonstigen Anlagen zur Behandlung von Altfahrzeugen zentral für die Bundesrepublik Deutschland sammelt.
Die Informationen der GESA werden sowohl den Vollzugsbehörden als auch der interessierten Öffentlichkeit zur Verfügung gestellt.